# شهرستان لوانچوان
شهرستان لوانچوان (به لاتین: Luanchuan County) یک منطقهٔ مسکونی در چین است که در لوئویانگ واقع شده‌است. شهرستان لوانچوان ۲٬۱۷۷ کیلومتر مربع مساحت و ۳۱۸٬۰۰۰ نفر جمعیت دارد.